# Úlfilas
Úlfilas (gòtic Wúlfila, escrit, amb l'alfabet gòtic, 𐍅𐌿𐌻𐍆𐌹𐌻𐌰), que vol dir Llobet, Petit Llop, fou un dels primers, possiblement el primer bisbe dels tervings.
La forma Úlfilas remunta a la forma grega, Οὐλφίλας, a la qual remunta també la forma llatina tradicional, Ulphilas. Aquesta forma grega Οὐλφίλας representa l'adaptació de la fonètica i la morfologia gòtiques a les gregues, ja que el grec no coneixia pas la seqüència fonètica [wu] i la va adaptar substituint-la per [u]. Morfològicament parlant, el grec antic va afegir a aquest nom propi la -ς que marca el nominatiu singular en grec, mentre que el sufix diminutiu gòtic presenta, per al masculí, la forma -ila, amb terminació de nominatiu vocàlica.
Va néixer l'any 311 en el si d'un matrimoni de cristians originaris de la Capadòcia. Els seus avantpassats arribaren a la regió cap al segle iii. Ell mateix fou got o mig got. Dedicat a l'activitat eclesiàstica, era simpatitzant de l'arrianisme i comparava Crist amb la relació germànica que hi havia establerta entre el Pare i el Fill pel que fa a l'obediència, la disciplina i la lleialtat. Amb tot, la seva veu no encaixava del tot en l'arrianisme atès que el considerava Déu i Senyor.
Eusebi de Nicomèdia, bisbe romà de Constantinoble, el va enviar a la Capadòcia com a bisbe dels cristians en terres godes l'any 341. En aquella època, a l'Imperi Romà d'Orient predominava l'arrianisme, no fou fins a principis del segle iv que començaren a predominar més els trinitaris (catòlics i cristians ortodoxos).
L'any 348 fou enviat com a missioner a la zona del riu Danubi on ja s'havien establert els visigots. Amb tot, les persecucions que allà van patir els cristians van empènyer Wúlfila i d'altres cap a terres romanes de la ciutat sèrbia de Nis, on hi havia una colònia cristiana recentment establerta. Va ser un dels primers, probablement el primer, bisbe de la zona de Tervíngia (visigots i ostrogots).
Tot i que els visigots eren molt refractaris a adoptar el cristianisme, s'hi van acabar convertint conjuntament amb els vàndals, els longobards i els burgundis.
La conversió es va produir atès que Wúlfila mateix era arrià i que aquesta religió no era ben bé la mateixa que la que tenien els romans, fet que els va produir una conversió en massa.
Fins al 350 va predicar entre els ostrogots, però en l'esmentat any una reacció pagana el va obligar a fugir amb centenars d'ostrogots cristians (arrians) a territori romà.
Un cop a l'exili, Wúlfila va ajudar a desenvolupar la llengua goda, que fins aleshores no disposava de cap vocabulari escrit i que només posseïa algunes inscripcions escadusseres sobre textos màgics en runes. El nou vocabulari s'escrigué en un alfabet  que era una variació de l'alfabet grec amb algunes lletres llatines en convivència amb algunes runes gòtiques.
Wúlfila proporcionà als gots no només una nova llengua escrita, sinó també moltes i variades paraules noves que havien estat traduïdes del grec i que, per als gots, eren molt difícils de traduir. Fins a l'època de Wúlfila, els missioners que havien estat en contacte amb els bàrbars sempre utilitzaven en última instància termes llatins o grecs que molts oients no podien entendre de cap de les maneres, com la paraula «misericòrdia», un terme incomprensible per a un poble guerrer com el got.
La contribució filològica de Wúlfila va culminar amb la Bíblia de Wúlfila, la primera traducció del text bíblic a una llengua germànica, continguda al Codex Argenteus, del segle vi, escrita a mà sobre pergamí parcialment amb traços daurats i part amb traços platejats. Avui en dia, aquesta joia de l'escriptura medieval es conserva a Uppsala. En aquest llibre hi surt també la primera traducció del Pare Nostre a una llengua germànica.

### Parenostre en gòtic
| Text original (gòtic) | Transliteració | Text original (grec antic) |
| --- | --- | --- |
| 𐌰𐍄𐍄𐌰 𐌿𐌽𐍃𐌰𐍂, 𐌸𐌿 𐌹𐌽 𐌷𐌹𐌼𐌹𐌽𐌰𐌼, 𐍅𐌴𐌹𐌷𐌽𐌰𐌹 𐌽𐌰𐌼𐍉 𐌸𐌴𐌹𐌽, 𐌵𐌹𐌼𐌰𐌹 𐌸𐌹𐌿𐌳𐌹𐌽𐌰𐍃𐍃𐌿𐍃 𐌸𐌴𐌹𐌽𐍃, 𐍅𐌰𐌹𐍂𐌸𐌰𐌹 𐍅𐌹𐌻𐌾𐌰 𐌸𐌴𐌹𐌽𐍃, 𐍃𐍅𐌴 𐌹𐌽 𐌷𐌹𐌼𐌹𐌽𐌰 𐌾𐌰𐌷 𐌰𐌽𐌰 𐌰𐌹𐍂𐌸𐌰𐌹. 𐌷𐌻𐌰𐌹𐍆 𐌿𐌽𐍃𐌰𐍂𐌰𐌽𐌰 𐌸𐌰𐌽𐌰 𐍃𐌹𐌽𐍄𐌴𐌹𐌽𐌰𐌽 𐌲𐌹𐍆 𐌿𐌽𐍃 𐌷𐌹𐌼𐌼𐌰 𐌳𐌰𐌲𐌰, 𐌾𐌰𐌷 𐌰𐍆𐌻𐌴𐍄 𐌿𐌽𐍃 𐌸𐌰𐍄𐌴𐌹 𐍃𐌺𐌿𐌻𐌰𐌽𐍃 𐍃𐌹𐌾𐌰𐌹𐌼𐌰, 𐍃𐍅𐌰𐍃𐍅𐌴 𐌾𐌰𐌷 𐍅𐌴𐌹𐍃 𐌰𐍆𐌻𐌴𐍄𐌰𐌼 𐌸𐌰𐌹𐌼 𐍃𐌺𐌿𐌻𐌰𐌼 𐌿𐌽𐍃𐌰𐍂𐌰𐌹𐌼, 𐌾𐌰𐌷 𐌽𐌹 𐌱𐍂𐌹𐌲𐌲𐌰𐌹𐍃 𐌿𐌽𐍃 𐌹𐌽 𐍆𐍂𐌰𐌹𐍃𐍄𐌿𐌱𐌽𐌾𐌰𐌹, 𐌰𐌺 𐌻𐌰𐌿𐍃𐌴𐌹 𐌿𐌽𐍃 𐌰𐍆 𐌸𐌰𐌼𐌼𐌰 𐌿𐌱𐌹𐌻𐌹𐌽; [𐌿𐌽𐍄𐌴 𐌸𐌴𐌹𐌽𐌰 𐌹𐍃𐍄 𐌸𐌹𐌿𐌳𐌰𐌽𐌲𐌰𐍂𐌳𐌹 𐌾𐌰𐌷 𐌼𐌰𐌷𐍄𐍃 𐌾𐌰𐌷 𐍅𐌿𐌻𐌸𐌿𐍃 𐌹𐌽 𐌰𐌹𐍅𐌹𐌽𐍃.] 𐌰𐌼𐌴𐌽. | Atta unsar, þū in himinam, weihnai namō þein, qimai þiudinassus þeins, wairþai wilja þeins, swē in himina jah ana airþai. Hlaif unsarana þana sinteinan gif uns himma daga, jah aflēt uns þatei skulans sijaima, swāswē jah weis aflētam þaim skulam unsaraim, jah ni briggais uns in fraistubnjai, ak lausei uns af þamma ubilin; [untē þeina ist þiudangardi jah mahts jah wulþus in aiwins.] Amēn. | Πάτερ ἡμῶν ὁ ἐν τοῖς οὐρανοῖς, ἁγιασθήτω τὸ ὄνομά σου, ἐλθέτω ἡ βασιλεία σου, γενηθήτω τὸ θέλημά σου, ὡς ἐν οὐρανῷ καὶ ἐπὶ γῆς. Τὸν ἄρτον ἡμῶν τὸν ἐπιούσιον δὸς ἡμῖν σήμερον· καὶ ἄφες ἡμῖν τὰ ὀφειλήματα ἡμῶν, ὡς καὶ ἡμεῖς ἀφήκαμεν τοῖς ὀφειλέταις ἡμῶν· καὶ μὴ εἰσενέγκῃς ἡμᾶς εἰς πειρασμόν, ἀλλὰ ῥῦσαι ἡμᾶς ἀπὸ τοῦ πονηροῦ. [Ὅτι σοῦ ἐστιν ἡ βασιλεία καὶ ἡ δύναμις καὶ ἡ δόξα εἰς τοὺς αἰῶνας. Ἀμήν.] |

El 360 va prendre part en el Sínode de Constantinoble on va defensar les tesis d'Acaci de Cesarea i més tard va participar en un Concili celebrat també a la capital de l'Imperi oriental.
Va morir el 382 a Constantinoble on havia estat convocat per l'emperador per discussions teològiques després del Sínode d'Aquileia del 381.